# Valetta (Nouvelle-Zélande)
Pour les articles homonymes, voir Valetta (homonymie).
Valetta est une petite localité très peu peuplée du milieu de la région Canterbury, située dans l’île du Sud de la Nouvelle-Zélande .

## Situation
La ville est localisée dans une zone agricole sur la berge sud du fleuve Ashburton. 
Un autrecours d'eau nommée fleuve Hinds, est située au sud-ouest de la ville de Valetta.
Les villages à proximité comprennent Mount Somers vers le nord-ouest, Anama vers l’ouest, Mayfield vers le sud-ouest et «Punawai» vers le sud-est.

## Toponymie
Son nom est une erreur d’orthographie de Valletta, la capitale de l’île de Malte.

## Accès
Valetta était autrefois desservie par la branche de mount somers (en), un embranchement du chemin de fer, qui divergeait à partir de la ligne principale du sud (en) au niveau de la ville de Tinwald, juste au sud de celle d’ Ashburton.
Le 3 octobre 1882, la section de la ligne allant de la station de  ‘Westerfield’ à celle d’Anama ouvrit avec une gare à Valetta.
Mais les services des passagers cessèrent d’être desservis par le chemin de fer le 9 janvier 1933 du fait du déclin du trafic, résultant de l’augmentation de la possession de véhicules privés alors que le trafic du fret persista stable jusqu’après la Deuxième Guerre mondiale.
Il déclina ensuite jusqu’au point où la ligne ne fut plus rentable et officiellement fermée le 1er janvier 1968, bien que le blé fut transporté par le rail à partir de la station de Valetta jusqu’en avril 1968.
Quelques restes de la ligne de chemin de fer existent, dans et autour de Valetta tels que le hangar des denrées de la station, un petit pont avec des arcs boutants et certains des éléments de la voie .
ë
Le secteur de Valetta a été identifié comme à risque de survenue d’importantes inondations.
La construction de digues de protection anti-inondation le long de la branche sud du fleuve Ashburton a été proposée, mais est actuellement reste en suspens .